# Obersteinbach an der Haide
Obersteinbach an der Haide (fränkisch: Ehwanschdahba) ist ein Gemeindeteil der Kreisstadt Roth im Landkreis Roth (Mittelfranken, Bayern). Obersteinbach liegt in der Gemarkung Belmbrach.

## Geographie
Das Dorf liegt etwa 4,5 Kilometer südlich von Roth. Einer der beiden Quellbäche des Steinbachs durchfließt den Ort im Norden. Nördlich angrenzend liegt die Otto-Lilienthal-Kaserne. Im Westen grenzt das Flurgebiet „Elm“ an, im Südwesten das „Wiedholz“. 0,5 km südöstlich liegt das Waldgebiet „Bergkerbe“ und 0,5 km östlich das Waldgebiet „Dohlenbusch“. Eine Gemeindeverbindungsstraße führt nach Untersteinbach an der Haide (0,8 km nordwestlich) bzw. nach Wallesau zur Kreisstraße RH 7 (2,4 km südöstlich).

## Geschichte
Der Ort wurde 1331 als „Steinbach“ erstmals urkundlich erwähnt. Im Urbar für das burggräfliche Amt Roth, das ca. 1360 aufgestellt wurde, wurde der Ort erstmals als „Obersteinbach“ erwähnt. Zu dieser Zeit hatte das Amt nur einen Anspruch auf 4 Reutäcker. Im Urbar des nunmehr markgräflichen Amtes Roth von 1434 waren dies nur noch 2 Reutäcker von 15 bzw. 20 Morgen Größe. Im Pestjahr 1562 waren 39 Tote zu beklagen. Im 16-Punkte-Bericht von 1608 wurden für den Ort 12 Anwesen verzeichnet: 2 Selden und 1 Hirtenhaus unterstanden dem Gotteshaus in Roth, 1 Hof und 3 Selden dem Kloster Seligenporten, 2 Selden dem Landesalmosenamt der Reichsstadt Nürnberg, 1 Hof und 2 Selden den Nürnberger Eigenherren von Thil und Werdemann. Während des Dreißigjährigen Kriegs wurde der Ort verwüstet. Gemäß den Vetter’schen Oberamtsbeschreibungen von 1732 gab es in Obersteinbach 10 Anwesen. Grundherren waren das Fürstentum Ansbach (Kastenamt Roth: 1, Gottheshaus Roth: 2), das pfalz-bayerischen Klosteramt Seligenporten (4) und die Reichsstadt Nürnberg (3).
Gegen Ende des 18. Jahrhunderts gab es in Obersteinbach 14 Anwesen und ein Gemeindehirtenhaus. Das Hochgericht übte das brandenburg-ansbachische Oberamt Roth aus. Die Dorf- und Gemeindeherrschaft hatte das Kastenamt Roth. Grundherren waren das Kastenamt Roth (1 Halbhof, 1 Gut mit Zapfenwirtschaft, 2 Gütlein), das pfalz-bayerische Klosteramt Seligenporten (1 Ganzhof, 2 Halbhöfe, 1 Köblergut), das Landesalmosenamt der Reichsstadt Nürnberg (1 Halbhof, 1 Gütlein) und Nürnberger Eigenherren (Kreß von Kressenstein: 1 Ganzhof, 1 Halbhof, 1 Köblergut; Hofmann zu Sündersbühl: 1 Halbhof). 1802 gab es im Ort 12 Anwesen.
Von 1797 bis 1808 unterstand der Ort dem Justiz- und Kammeramt Roth. Im Rahmen des Gemeindeedikts wurde Obersteinbach dem 1808 gebildeten Steuerdistrikt Eckersmühlen zugeordnet. 1811 wurde es dem Steuerdistrikt und der Ruralgemeinde Belmbrach zugewiesen. 3 Anwesen unterstanden bis 1813 in der freiwilligen Gerichtsbarkeit dem Patrimonialgericht Dürrenmungenau. Am 1. Juli 1971 wurde der Ort im Zuge der Gebietsreform in Bayern nach Roth eingegliedert.

### Baudenkmäler
In Obersteinbach gibt es drei Baudenkmäler:
- Heideweg 2: Erdgeschossiges Wohnstallhaus
- Heideweg 13: Erdgeschossiges Wohnstallhaus
- Wallesauer Str. 30: Erdgeschossiges Wohnstallhaus

### Einwohnerentwicklung
| Jahr      | 001818 | 001840 | 001861 | 001871 | 001885 | 001900 | 001925 | 001950 | 001961 | 001970 | 001987 | 002014 | 002018 |
| Einwohner | 94     | 114    | 117    | 105    | 114    | 101    | 121    | 160    | 124    | 148    | 181    | 247    | 253    |
| Häuser    | 18     | 19     |        |        | 20     | 21     | 24     | 24     | 26     |        | 50     |        |        |
| Quelle    | [ 15 ] | [ 16 ] | [ 17 ] | [ 18 ] | [ 19 ] | [ 20 ] | [ 21 ] | [ 22 ] | [ 23 ] | [ 24 ] | [ 25 ] |        | [ 26 ] |

## Religion
Obersteinbach ist seit der Reformation evangelisch-lutherisch geprägt und war ursprünglich nach Zu unserer lieben Frau (Roth) gepfarrt, seit 1729 ist die Pfarrei St. Maria (Wallesau) zuständig. Die Katholiken sind nach Maria Aufnahme in den Himmel (Roth) gepfarrt.